# Fischer Benjámin
Fischer Benő Benjámin (Aszód, 1878. július 21. – 1966) Palánka, Trencsén, majd a budapesti hitközség rabbija.

## Élete
Szülei: Fischer Herman és Hirsch Cecília. Középiskoláinak elvégzése után a pozsonyi és majna-frankfurti rabbiképző intézeteket látogatta, majd egyetemi tanulmányait német egyetemeken végezte és bölcsészeti doktorátust nyert. 1906-ban a palánkai, 1918-ban pedig a trencséni izraelita hitközség választotta meg főrabbijává. 1926-tól mint dr. Adler Illés utóda, a budapesti izraelita hitközség Rumbach utcai zsinagógájában működött. 1957-ben vándorolt ki Angliába, Londonban élő nevelt lányához.

## Művei
Vallástudományi munkái: Daniel und seine drei Gefährten im Talmud und Midrasch, Naturwissenschaft und Gottesglauben, megérdemelt feltűnést keltettek. Számos hazai és külföldi felekezeti lapnak állandó cikkírója volt. A konzervatív irány képviselője, kiváló hitszónok, értékes és vonzó egyénisége révén a zsidóság egyik kimagasló alakjának számított. 